# Reidar Sørlie
Reidar Sørlie (* 12. März 1909 in Sarpsborg; † 12. Februar 1969 ebd.) war ein norwegischer Diskuswerfer.
Bei den Olympischen Spielen 1936 in Berlin wurde er Vierter und bei den Leichtathletik-Europameisterschaften 1938 in Paris Achter.
Von 1936 bis 1939 wurde er viermal in Folge Norwegischer Meister. Seine persönliche Bestleistung von 51,57 m stellte er am 5. September 1937 in Sarpsborg auf.